# Моча (річка)
Мо́ча (рос. Моча) — річка в Московській області Росії, права притока Пахри, належить до басейну Волги.

## Характеристика річки
Довжина річки Моча 58 км, площа басейну 482 км кв. Є притокою Пахри, яка, у свою чергу впадає в Москву, та — в Оку, яка є притокою Волги.
Джерело річки знаходиться біля залізничної станції Мачихіно, яка розташована на Великому кільці Московської залізниці, у 15 км на південний схід від Наро-Фомінська. Береги місцями скелясті, місцями складаються з гірських вапняків. Висота витоку 186 метрів над рівнем моря, гирла — 130 метрів

## Назва
Назва річки вимовляється з наголосом на першому складі. Назва тлумачиться з давньоруської як «волога», «слиз». Всупереч немилозвучній назві (рос. моча́ означає «сеча») вода у річці чиста.

## Притоки
На 6 км від витоку в річку впадає невелика річка Петриця. Окрім того вона вбирає в себе величезне число дрібних струмків та річок.

## Іхтіофауна
У річці водиться головень, плітка, верховодка.